# Чанкыры (ил)
Чанкыры (тур. Çankırı) — ил в центральной части Турции.
Административный центр ила — город Чанкыры.

## Географическое положение
Ил граничит с илами Анкара, Чорумом, Кырыккале, Болу, Карабюком и Кастамону.

## Административное деление

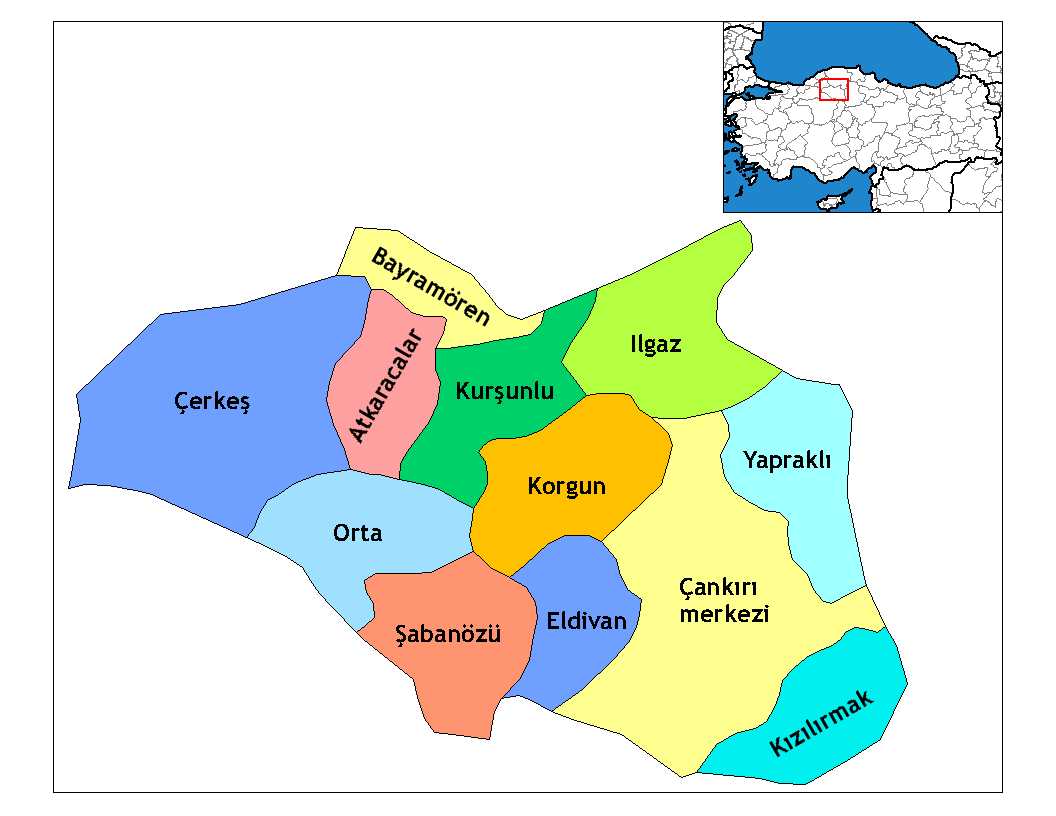

Ил Чанкыры делится 12 районов:
1. Аткараджалар (Atkaracalar)
2. Байрамёрен (Bayramören)
3. Чанкыры (Çankırı)
4. Черкеш (Çerkeş)
5. Эльдиван (Eldivan)
6. Ылгаз (Ilgaz)
7. Кызылырмак (Kızılırmak)
8. Коргун (Korgun)
9. Куршунлу (Kurşunlu)
10. Орта (Orta)
11. Шабанёзю (Şabanözü)
12. Япраклы (Yapraklı)

## Экономика
Чанкыры — аграрная провинция. Выращиваются злаковые культуры (пшеница, ячмень), фасоль, кукуруза, сахарная свекла.

## Достопримечательности
- Национальный парк Илгаз и горнолыжный курорт Илгаз в горах Сырадаглары. Лыжный сезон с декабря по апрель.
- Развалины крепости, мечети Таш и Улу, городской музей в Чанкыры.
- Скальный комплекс Салман на юго-востоке ила в деревне Чендере с пещерами и скальными храмами.
- Скальные погребения в деревне Сакаэли.
- Гоминин возрастом 8,7 млн лет, названный Anadoluvius turkae, был обнаружен в пласте окаменелостей позвоночных Чоракиерлер недалеко от Чанкыры. Ранее его включали в род уранопитек. Возможно, человекообразные обезьяны не только эволюционировали в Западной и Центральной Европе, но и потратили более пяти миллионов лет на развитие там и распространение в Восточном Средиземноморье, прежде чем в конечном итоге рассеяться в Африке[1][2]